# Nematus sordidiapex
Nematus sordidiapex är en stekelart som först beskrevs av Lindqvist 1959.  Nematus sordidiapex ingår i släktet Nematus, och familjen bladsteklar. Arten är reproducerande i Sverige.